# Platanthera damingshanica
Platanthera damingshanica là một loài thực vật có hoa trong họ Lan. Loài này được K.Y.Lang & H.S.Guo miêu tả khoa học đầu tiên năm 1993.